# Municipio de Olathe
El municipio de Olathe (en inglés: Olathe Township) es un municipio ubicado en el condado de Johnson en el estado estadounidense de Kansas. En el año 2010 tenía una población de 865 habitantes y una densidad poblacional de 27,97 personas por km².

## Geografía
El municipio de Olathe se encuentra ubicado en las coordenadas 38°53′38″N 94°52′48″O / 38.89389, -94.88000. Según la Oficina del Censo de los Estados Unidos, el municipio tiene una superficie total de 30.92 km², de la cual 30,65 km² corresponden a tierra firme y (0,88 %) 0,27 km² es agua.

## Demografía
Según el censo de 2010, había 865 personas residiendo en el municipio de Olathe. La densidad de población era de 27,97 hab./km². De los 865 habitantes, el municipio de Olathe estaba compuesto por el 93,41 % blancos, el 1,62 % eran afroamericanos, el 0,35 % eran amerindios, el 2,2 % eran asiáticos, el 1,04 % eran de otras razas y el 1,39 % eran de una mezcla de razas. Del total de la población el 1,16 % eran hispanos o latinos de cualquier raza.